# Stonehenge, Avebury và các di chỉ liên quan
Stonehenge, Avebury và các di chỉ liên quan là một Di sản thế giới của UNESCO nằm ở Wiltshire, Anh. Nó bao gồm hai khu vực rộng lớn cách nhau 30 dặm (48 km) chứ không phải là một tượng đài cụ thể. Quần thể bao gồm một số những tượng đài lớn nổi tiếng trên toàn thế giới, nhưng khu vực cũng có mật độ lớn các địa điểm khảo cổ quy mô nhỏ, đặc biệt là các địa điểm thời tiền sử. Tại đây được xác định là có 700 hiện vật khảo cổ riêng biệt, 180 di tích được liệt kê bao gồm 415 hiện vật.

## Danh sách
Quần thể được chia thành hai khu vực rộng lớn là Stonehenge nằm ở phía nam Wiltshire, còn Avebury và các di chỉ liên quan nằm ở phía bắc.

### Stonehenge và các di chỉ liên quan
Khu vực di chỉ cự thạch Stonehenge nằm ở phía nam của Wiltshire. Nó có diện tích 26 km vuông và là trung tâm của các di tích thời tiền sử Stonehenge. Quyền sở hữu di tích được chia sẻ giữa tổ chức Di sản Anh, National Trust, Bộ Quốc phòng, Hội Bảo tồn Chim Hoàng gia Anh (RSPB), Hội đồng hạt Wiltshire cùng các cá nhân và nông dân sở hữu đất. Cụm di tích này bao gồm các di tích thành phần:
- Stonehenge
- Đại lộ cổ Stonehenge
- Stonehenge cursus
- Lesser cursus
- Durrington Walls
- Woodhenge
- Vòng tròn đá Coneybury (Đã bị cày phẳng[2])
- King Barrow Ridge[3]
- Gò mộ Winterbourne Stoke
- Gò mộ Normanton Down, bao gồm cả Gò mộ Bush
- Trại Vespasianus
- Robin Hood's Ball
- Vòng tròn đá Tây Amesbury
- Cảnh quan Stonehenge
- Vòng tròn đá mới tại Stonehenge

### Avebury và các di chỉ liên quan
Khu vực Avebury nằm ở phía bắc Wiltshire có diện tích 22,5 km vuông và là trung tâm của cảnh quan thời tiền sử Avebury.
- Avebury
- Đại lộ Kennet
- Đại lộ Beckhampton
- Gò mộ West Kennet Long
- The Sanctuary
- Gò tiền sử Silbury Hill
- Gò tiền sử Windmill Hill

### Bảo tàng và bộ sưu tập
Các bảo tàng chính trưng bày các hiện vật thời tiền sử ở Stonehenge, Avebury và các di chỉ liên quan là Bảo tàng Alexander Keiler, Salisbury và Wiltshire nằm ở thị trấn Devizes. Ngoài ra, các bảo tàng lớn và các tổ chức khác cũng lưu trữ nhiều hiện vật từ Stonehenge, Avebury có giá trị như là Bảo tàng Anh, Bảo tàng Quốc gia Xứ Wales, Bảo tàng Đại học Cambridge, Bảo tàng và thư viện Ashmolean.